# Navigium Isidis

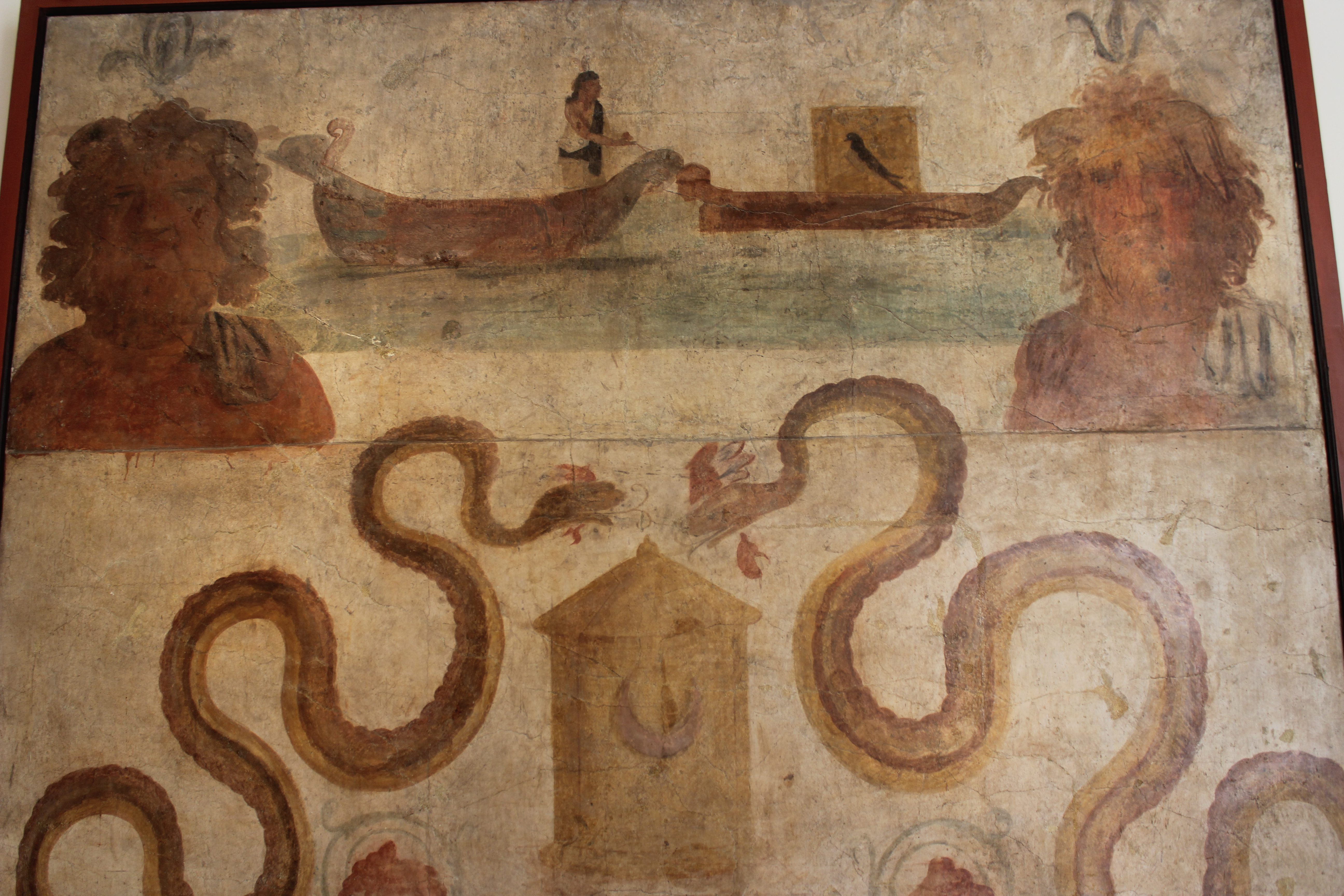
Afresco mostrando o Navigium Isidis (Museu Arqueológico Nacional de Nápoles).

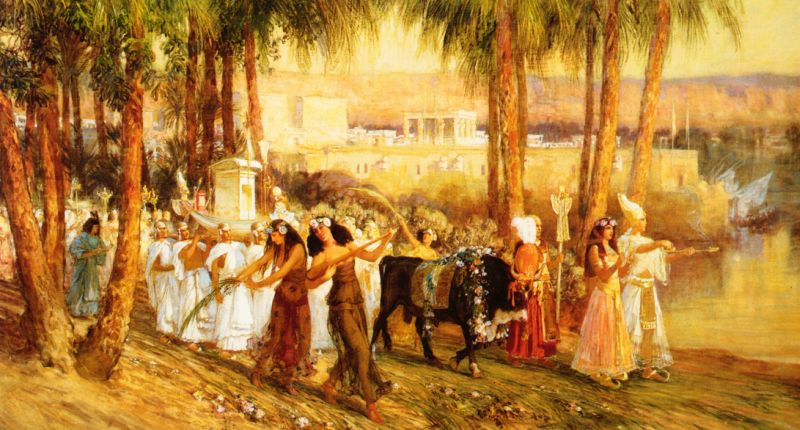
Procissão em honra de Isis (descrição do festival Navigium Isidis) por Frederick Arthur Bridgman, 1902

Navigium Isidis ou Isidis Navigium (o navio de Isis) era uma festa religiosa anual da Roma Antiga em homenagem a deusa Ísis, realizada em 5 de março. O festival sobreviveu à perseguição aos pagãos por Teodósio (391) e à perseguição de Arcádio contra a religião romana.
No Império Romano, ainda era celebrada na Itália pelo menos até o ano 416. No Egito, foi reprimida pelas autoridades cristãs no século VI.
O Carnaval moderno assemelha-se ao festival do Navigium Isidis e alguns eruditos discutem que compartilham a mesma origem (através do carrus navalis - que significa o vagão naval,tornando-se mais tarde o carro alegórico). Muitos elementos do Carnaval foram por sua vez apropriados no festival de Corpus Christi, mais proeminente na Península Ibérica (Espanha e Portugal).